# Lago Sev
El lago Sev (en armenio: Սև լիճ, romanizado: Sev lich; en azerí: Qaragöl; lit. en ambos 'lago negro') es un pequeño lago de montaña situado en la frontera entre Armenia y Azerbaiyán. Administrativamente, pertenece a la provincia armenia de Syunik' y al raión azerí de Lachín, estando la mayor parte en Armenia.

## Topografía
El lago está situado al este de la montaña Mets Ishkhanasar a una altitud de 2666 m sobre el nivel del mar y tiene una superficie de unos 2 km². Tiene 1,6 km de longitud, 1,2 km de anchura y una profundidad máxima de 7, 5 m. El agua es fría y clara, y el lago está habitado por peces salmónidos Salmo ischchan. El agua del lago se utiliza para la irrigación. Es inmediatamente adyacente a un lago más pequeño llamado Janlich o Jinli.

## Reserva natural
El lago Sev y la zona que lo rodea inmediatamente son una área de conservación de la naturaleza llamada Reserva Natural del Lago Sev, en la provincia de Syunik', en la ladera oriental de Mets Ishkhanasar. Fue recreada en 2001 sobre los terrenos de otra área protegida del mismo nombre, creada en 1987. Tiene una superficie de 240 hectáreas. Además, su objetivo es preservar el ecosistema del lago Sev.

## Crisis fronteriza entre Armenia y Azerbaiyán en 2021
El lago Sev y la zona circundante son actualmente objeto de una crisis fronteriza entre Azerbaiyán y Armenia. El 12 de mayo de 2021, las tropas azerbaiyanas avanzaron unos 3,5 kilómetros en territorio armenio cerca del lago y tomaron el control de la altura cercana de Mets Ishkhanasar. Aunque la frontera internacional entre Armenia y Azerbaiyán nunca ha sido delimitado formalmente, todos los mapas de la época soviética parecen mostrar que la mayor parte del lago Sev está en territorio armenio, lo que significaría que un intento de rodearlo sería una incursión. En concreto, el mapa de 1975 del Estado Mayor de las Fuerzas Armadas de la URSS numerado J-38-21 a escala 1:100 000 muestra el lago Sev con sus orillas oriental, occidental y meridional situadas en el territorio de la RSS de Armenia y sólo una sección de la orilla norte del lago, que cubre casi el 10% del mismo, situada en la RSS de Azerbaiyán. El mapa también muestra el lago Janlich (Jinli), más pequeño y adyacente, como totalmente en territorio armenio.